# هنرستان هنرپیشگی
هنرستان هنرپیشگی نخستین مدرسه‌ی حرفه‌ای تئاتر در ایران بود.
این هنرستان با تلاش گروهی از پیشگامان نمایش چون سیف‌الدین کرمانشاهی، علی دریابیگی و سید علی نصر و با پشتیبانی سازمان پرورش افکار در سال ۱۳۱۷ خورشیدی بنیان گذاشته شد. دفتر این هنرستان در خیابان لاله‌زار، کوچه امین‌السلطان (کوچه نکیسا) قرار داشت. نخستین دوره رسمی هنرستان از تاریخ ۱۵ اردیبهشت ۱۳۱۸ آغاز شد و ۱۲ هنرجوی زن و ۴۰ هنرجوی مرد در این دوره پذیرفته شدند. فعالیت این هنرستان تا سال ۱۳۳۸ خورشیدی ادامه داشت. در این سال «هنرستان آزاد هنرهای نمایشی» وابسته به «اداره هنرهای دراماتیک» تأسیس شد و هنرستان هنرپیشگی نیز منحل گردید و جای خود را به نخستین دانشکده تئاتر ایران به نام دانشکده هنرهای دراماتیک داد. 
از هنرجویان معروف این هنرستان می‌توان به این افراد اشاره کرد: اکبر مشکین، محمدرضا زندی، رضا رخشانی، ایرج ساویز، محمدعلی سخی، نصرت کریمی، مصطفی اسکویی، حمید قنبری، محمد درمبخش، مهدی رئیس فیروز، حبیب‌الله کسمایی، ژازه تباتبایی، داریوش اسدزاده، فهیمه راستکار،علی نصیریان، اختر کریمی زند، جمشید لایق، محمدعلی کشاورز، اسماعیل شنگله، ژاله علو، جعفر والی، صدرالدین الهی،و ...